# Basílica del Sagrado Corazón (Notre Dame)
La Basílica del Sagrado Corazón (en inglés: Basilica of the Sacred Heart) es un templo católico en Notre Dame, Indiana, EE. UU., consiste en una basílica católica en el campus de la Universidad de Notre Dame, que también sirve como la iglesia madre de la Congregación de Santa Cruz en los Estados Unidos. La iglesia neogótica tiene 44 grandes vidrieras y murales terminados durante 17 años por el pintor del vaticano Luigi Gregori. El campanario de la basílica es de 218 pies (66 m) de altura, por lo que es la capilla más alta de una Universidad en Estados Unidos.
Se clasifica constantemente entre las iglesias universitarias más bellas del país y del mundo. Comenzó como una pequeña capilla en 1843, el crecimiento de la institución requería una iglesia apropiada, y se decidió gastar $ 1500 en la construcción de un nuevo edificio. El proyecto se inició el 25 de mayo de 1848 y se dedicó el 12 de noviembre del año siguiente.
En la primavera de 1869 se decidió construir una nueva iglesia dedicada a la Virgen del Sagrado Corazón, a pesar de la falta de fondos en la tesorería de la universidad. Finalmente fue consagrado por el Obispo Joseph Gregory Dwenger el 15 de agosto de 1888.

## Véase también

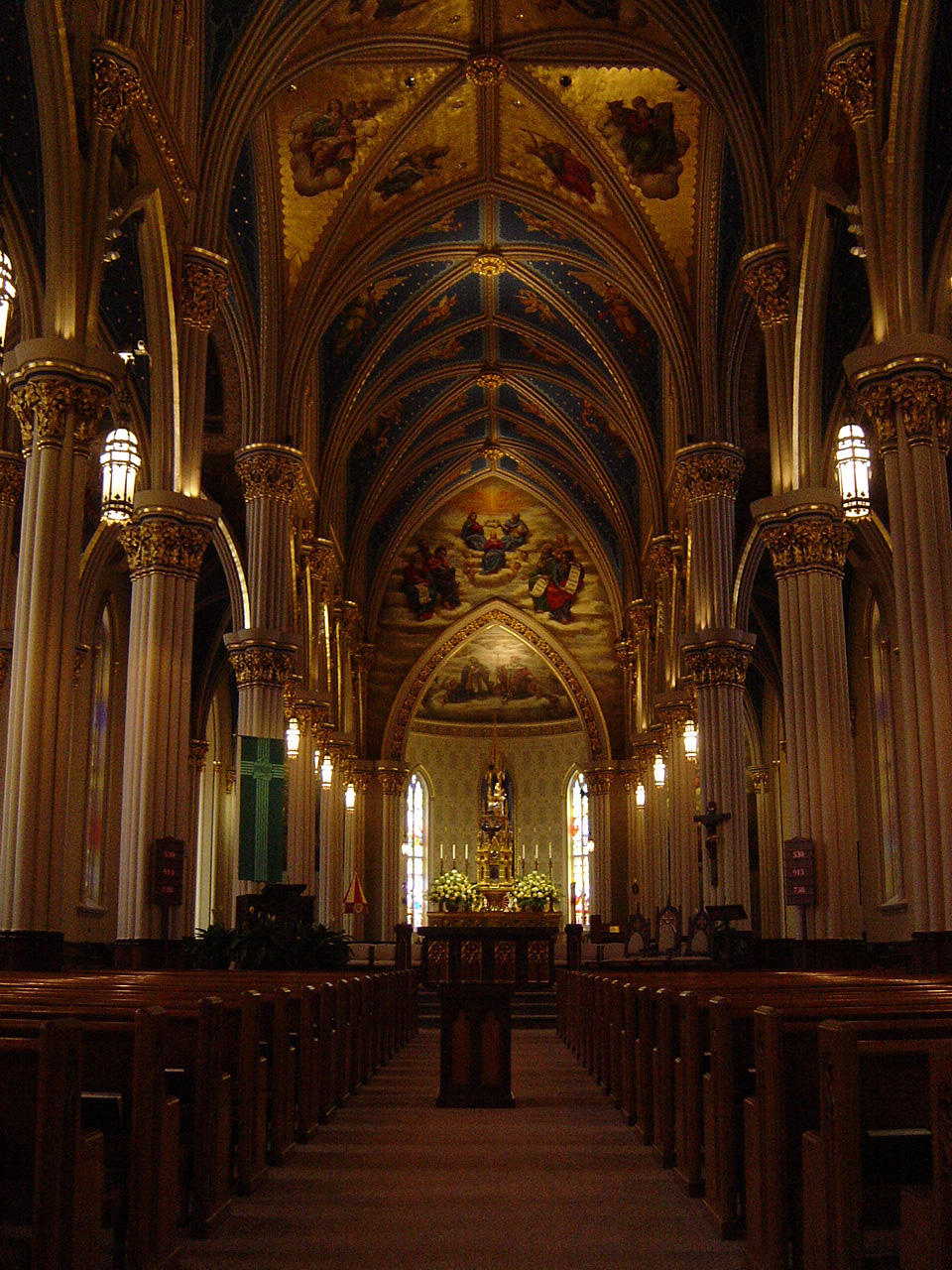
Vista interna